# Boni (przystanek kolejowy)
Boni (biał. Боні; ros. Бони) – przystanek kolejowy w pobliżu miejscowości Boni, w rejonie kościukowickim, w obwodzie mohylewskim, na Białorusi. Położony jest na linii Orsza – Krzyczew – Uniecza.